# Adam Flowers
Adam Flowers (California, XX secolo) è un tenore che vive a San Francisco in California. Flowers canta nei principali ruoli di tenore lirico nei teatri d'opera degli Stati Uniti occidentali.
La compagnia residente dell'Opera San José, di cui ha fatto parte dal 2001 al 2006, ha visto la partecipazione di Flowers in 22 produzioni, in molti ruoli principali.

## Interpretazioni
- Sinfonia n. 9 (Beethoven) – tenore solista, Winchester Orchestra diretta da Henry Mollicone
- Roméo et Juliette – Tybalt, Hawaii Opera Theatre[2]
- La bohème – Rodolfo, Opera Idaho
- Così fan tutte – Ferrando, Rimrock Opera
- Per la West Bay Opera
  - La vedova allegra – Camille de Rosillon
  - La dama di picche – Gherman
  - Macbeth – Macduff
- The Pilgrim's Progress di Ralph Vaughan Williams – Interprete/Lord Lechery/Mr. By-Ends, Trinity Lyric Opera
- Per Opera San José
  - Don Giovanni – Don Ottavio
  - La bohème – Rodolfo
  - Un ballo in maschera – Riccardo
  - Il crogiuolo – Danforth
  - L'olandese volante – Erik
  - Carmen – Don José
  - Tosca – Cavaradossi
  - Il pipistrello – Eisenstein
  - I pescatori di perle – Nadir
  - Cavalleria rusticana – Turiddu
  - Il flauto magico – Tamino
  - Il trovatore – Manrico
  - Faust – Faust
  - Madama Butterfly – Pinkerton
  - Manon – Des Grieux
  - Così fan tutte – Ferrando
  - Falstaff – Fenton
  - L'elisir d'amore – Nemorino

## Incisioni
Alcune incisioni scelte:
- Ya imeni yeyo nesnayu…, da La dama di picche di Pëtr Il'ič Čajkovskij, (con Igor Vieira)
- Prosti nebesnaya sasdanye…, da La dama di picche di Čajkovskij
- Una aura amorosa…, da Cosi fan tutte di Mozart
- Amore o grillo…, da Madama Butterfly di Puccini
- Dovunque al mondo…, da Madama Butterfly di Puccini, (con Joseph Wright)
- Obligato…, da L'Elisir d'Amore di Donizetti, (con Carl King)